# Garnudden
Garnudden var ett oskattlagt torp under Fågelsta i Salems socken i Stockholms län.
Garnudden var ett nybygge och fick sina första invånare 1859. Det var den före detta stattorparen och soldaten Eric Ode med familj som flyttade in. Familjen kom närmast från torpet Bergfana, där den kommande banvaktmästaren skulle bo.
Eric Ode bodde i Garnudden resten av sitt liv. Andra familjer flyttade in i torpet och Ode blev ett inhyseshjon i sitt gamla hem. År 1888 begick Eric Ode självmord. Han var då 84 år och hade varit änkling och inhyseshjon i många år. Vid sin död hade han varit inhyseshjon hos familjen Skeppström i två år.
Arrendatorn Karl Peter Skeppström var troligtvis den siste som bodde permanent i torpet.  Familjen Skeppström valde att bygga ett eget hus i Rönninge: Steninge. Det nya huset blev delvis byggt av virke från torpet Garnudden. År 1899 stod Steninge (Stationsvägen 13 i Rönninge) färdigt och i november samma år lämnade familjen Garnudden för att bosätta sig i sitt nya hem.
Enligt en karta från 1902 bestod Garnudden av en stuga och tre ekonomibyggnader. Till torpet hörde åker (1,4 hektar), äng (1,7 hektar) samt och utmark (8,1 hektar) varav nästan hälften av ytan (3,1 hektar) utgjordes av mosse. Även om torpet Garnudden sedan länge är försvunnet, kan man fortfarande urskilja dikena runt de olika tegarna runt torpet.
Garnudden revs i början av 1900-talet och platsen ligger idag i Garnuddens naturreservat.
Salems hembygdsförening har satt upp en torpskylt som markerar läget för torpet.